# Mimela brancuccii
Mimela brancuccii är en skalbaggsart som beskrevs av Guido Sabatinelli 1994. Mimela brancuccii ingår i släktet Mimela och familjen Rutelidae. Inga underarter finns listade i Catalogue of Life.